# Колбино (Октябрьский сельсовет, Вологодский район)
Колбино — деревня в Вологодском районе Вологодской области.
Входит в состав Майского сельского поселения (с 1 января 2006 года по 8 апреля 2009 года входила в Октябрьское сельское поселение), с точки зрения административно-территориального деления — в Октябрьский сельсовет.
Расстояние до районного центра Вологды по автодороге — 27 км, до центра муниципального образования Майского по прямой — 13 км. Ближайшие населённые пункты — Пасынково, Белавино, Колбино, Ивановское, Шаталово.
По переписи 2002 года население — 1 человек.